# 李耀汉大屋
李耀汉大屋，位于中国广东省云浮市新兴县天堂镇内洞村，为新兴县的一个县级文物保护单位，类型为近现代重要史迹及代表性建筑，公布时间为1987年12月。
李耀汉大屋的历史年代为民国。